# 備中天神桜
備中天神桜（びっちゅうてんじんざくら、Cerasus jamasakura ‘Bitchu-tenjinzakura’）は、岡山県高梁市備中町西山の風致園にあるヤマザクラの古木で、日本花の会よりサクラの新しい栽培品種に認定された一本桜である。

## 特徴
樹齢およそ300年のヤマザクラ（山桜）で高さ8ｍ、枝張り東西17ｍ南北11ｍと小ぶりながら、咲き始めは若葉が赤く美しい一重の白い花を付けるのが特徴である。この個体はヤマザクラの一個体であり形態学的には他のヤマザクラと異なる際立った形質はないが、地域に縁のある場所で古くに植栽された由来をもつ古木であることや赤芽白花で観賞性が高いことから新しい栽培品種として認定された。開花期は通常4月の中旬頃で周辺のソメイヨシノの開花後である。

## 名前の由来
元々は地域住民への公募であるが、江戸時代に当地西山の庄屋であった赤木家＝古瀬田（こせた＝屋号）の前方にあった小高い丘「風致園」に自前の神様を祀ったとされ、その神様は菅原道真公を祀った祠もあることから天神様として今なお地域住民で継承されてきて「天神が丘」と呼ばれていることから当サクラにも「天神」の文字が加わった名前が選ばれた。

## 沿革
2018年4月21日、予てから古木のヤマザクラがある「風致園」と呼ばれる場所の整備が完了したのを期に完成を祝う式典が行なわれ、この時、地域住民によって公募された中から決定された「天神桜（てんじんざくら）」という名前が披露された。
2020年3月10日、鑑賞性が高く地域に貢献する可能性が高いとして日本花の会よりサクラの新しい品種に認定され(認定番号第022)、品種名は「備中天神桜」と命名された。

## 交通アクセス
所在地
- 岡山県高梁市備中町西山（旧高梁市立西山小学校裏側）

交通機関
- 車 岡山自動車道賀陽ICから約1時間半、または 中国自動車道東城インターチェンジより国道182号を東方面へ・県道313号を通り約30分。

## 駐車場
- 乗用車数台分

## 周辺
- 西山高原キャンプ場
- 鈴木の滝